# Mandolute
Ne doit pas être confondu avec mandoluth.

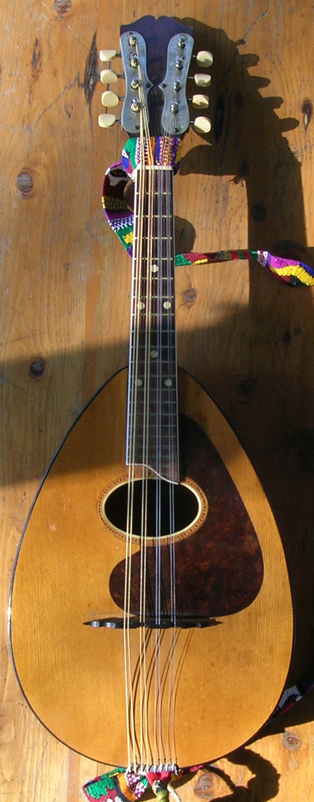
Une Weymann mandolute.

Mandolute est le nom commercial utilisé par un fabricant américain pour ses mandolines.
La « Weymann Mandolute » était l'un des produits vendus par Weymann, la branche de Philadephie de Weymann and Sons, établie en 1864. Les mandolutes étaient en fait des mandolines, avec 8 cordes et réglées exactement de la même manière. La longueur de l'échelle est également dans l'échelle standard de la mandoline ; entre 13 pouces (330 mm) et 13-7 / 8 pouces (352 mm). Ils ont annoncé utiliser des principes scientifiques pour créer des vibrations, de l'énergie et du volume, ainsi que des tons doux et soutenus au moyen du même instrument.
Weymann and Sons avait également un magasin de détail sur 1010 Chestnut Street.  Ils publient leurs annonces dans les journaux de Philadelphie, avec des publicités mettant en scène des jeunes hommes et femmes, assis dans un cadre formel, jouant de la musique ensemble avec une Weymann Mandolute , et dansant ensemble autour d'un tourne-disque de Victrola. Les Mandolutes sont vendues de 25 $ à 75 $ en 1913.